# 매슈 볼턴

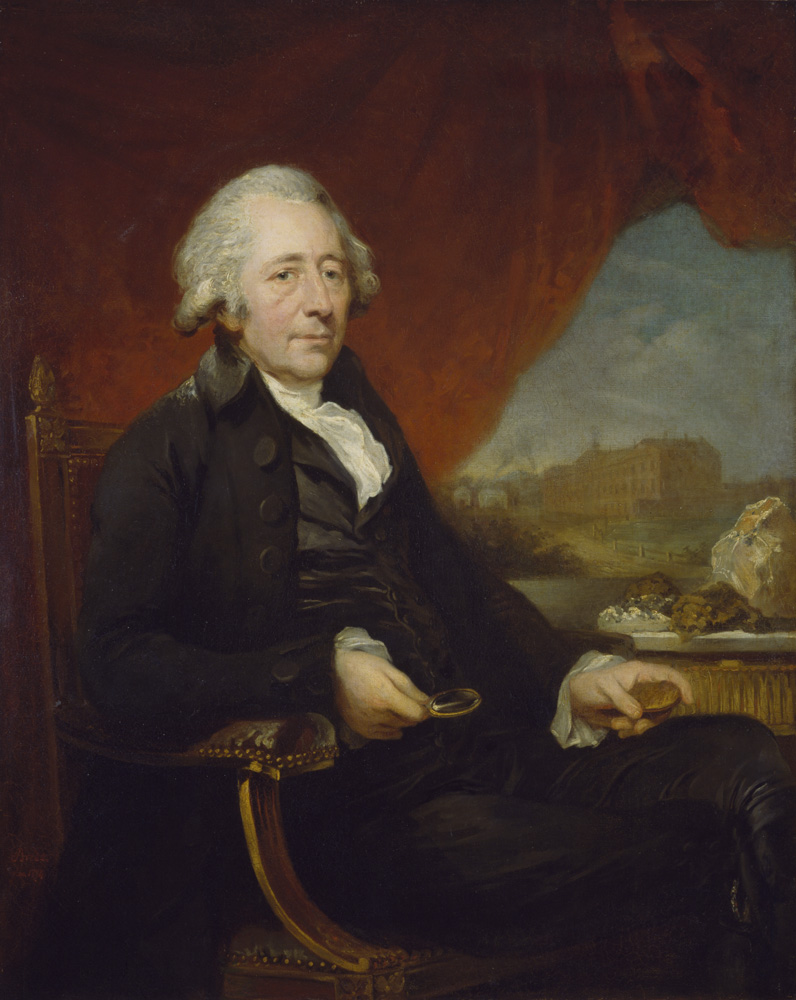
매슈 볼턴

매슈 볼턴(Matthew Boulton, 1728년 9월 3일 ~ 1809년 8월 17일)은 잉글랜드 버밍엄 출신의 제조업자이자 엔지니어로, 스코틀랜드 출신의 엔지니어인 제임스 와트의 동료이기도 하다.
와트의 증기 기관 특허 기간을 연장하는 등 산업 혁명에 큰 업적을 남긴 인물로 평가받고 있다.